# 皇家汽车俱乐部
皇家汽车俱乐部（Royal Automobile Club）是一家英国私人社交、体育俱乐部。在伦敦蓓尔美尔89号和萨里郡埃普索姆伍德克特公园（Woodcote Park）有两个会所。英国汽车服务公司RAC公司（RAC Limited）由其创建。

## 历史
该俱乐部成立于1897年8月10日，当时名为大不列颠汽车俱乐部（Automobile Club of Great Britain），后改为大不列颠及爱尔兰汽车俱乐部（Automobile Club of Great Britain and Ireland）。 
1914年8月第一次世界大战爆发时，俱乐部会员曾随同英国远征军前往法国和比利，担任英国总参谋部的司机，自称为“RAC汽车司机志愿军”（Royal Automobile Club Volunteer Force），成员包括第二代威斯敏斯特公爵、达尔梅尼勋爵和阿尔弗雷德·罗林森爵士等 。
1999年9月，俱乐部将旗下的RAC公司出售。